# This Is Hampton Hawes
This Is Hampton Hawes (Untertitel Vol. 2, The Trio) ist ein Trio-Album des Pianisten Hampton Hawes, welches in drei Sessions 1955 und 1956 aufgenommen und von dem Label Contemporary (C3515) veröffentlicht wurde.

## Hintergrund
Hawes, der sich zu einem der besten Hard-Bop-Pianisten des West Coast Jazz entwickeln sollte, wurde in den von Shorty Rogers und Howard McGhee geleiteten Bands bekannt und spielte mit anderen Stars der Westküste wie Sonny Criss, Dexter Gordon und Wardell Gray. Dann tat er sich mit dem Bassisten Red Mitchell und dem Schlagzeuger Chuck Thompson zusammen, um im Trio einige Titel für Lester Koenigs Label Contemporary aufzunehmen. Dem Debütalbum Hampton Hawes Trio folgte in gleicher Besetzung das Album This Is Hampton Hawes.
Die Aufnahmen wurden in zwei verschiedenen Studios gemacht. Zuerst wurde während der Aufnahmesitzung für das vorangehende Album Hampton Hawes Trio am 28. Juni 1955 Titel 7 in der Los Angeles Police Academy in Chavez Ravine aufgezeichnet. Am 3. Dezember 1955 wurden die Titel 2, 4, 5, 8 & 9 und am 25. Januar 1956 noch die Titel 1, 3 & 6 im Contemporary Studio in Los Angeles aufgenommen.

## Titelliste
1. You and the Night and the Music (Arthur Schwartz, Howard Dietz) – 3:45
2. Stella by Starlight (Victor Young, Ned Washington) – 4:52
3. Blues for Jacque (Hampton Hawes) – 4:34
4. Yesterdays (Jerome Kern, Otto Harbach) – 4:53
5. Steeplechase (Charlie Parker) – 2:51
6. ’Round About Midnight (Thelonious Monk) – 5:21
7. Just Squeeze Me (Duke Ellington) – 6:31
8. Autumn in New York (Vernon Duke) – 5:19
9. Section Blues (Red Mitchell, Chuck Thompson) – 4:12

## Rezension
Stephen Cook kommt für AllMusic zu einer positiven Bewertung des Albums: „Die frühe Veröffentlichung von 1955 [sic] zeigt das Trio mit dem üblichen Mix aus Originalen und Standards. Höhepunkte sind Stella by Starlight und You and the Night and the Music ebenso wie das halsbrecherische Cover von Charlie Parkers Steeplechase.[…] Diese Hampton-Hawes-Aufnahme stellt […] sicherlich eine gute Gesellschaft für alle anderen Top-Jazz-Piano-Trio-Platten in Ihrer Sammlung dar.“